# Villers-en-Prayères

Villers-en-Prayères este o comună în departamentul Aisne din nordul Franței. În 1 ianuarie 2018 avea o populație de 133 de locuitori.